# Cyclargus thomasi
Cyclargus thomasi är en fjärilsart som beskrevs av Clench 1941. Cyclargus thomasi ingår i släktet Cyclargus och familjen juvelvingar. Inga underarter finns listade i Catalogue of Life.